# Tennis Championships of Maui
Il Tennis Championships of Maui è stato un torneo professionistico di tennis giocato sul cemento, che faceva parte dell'ATP Challenger Tour e, per la sola edizione del 2016, dell'ITF Women's Circuit. Noto inizialmente come Honolulu Challenger, si è giocato dalla prima edizione nel 2010 fino al 2012 a Honolulu, nell'isola di Oahu delle Hawaii, negli Stati Uniti. Nel 2013 il torneo si è tenuto a Wailea, nell'altra isola hawaiiana di Maui, e ha preso il nome Maui Challenger. Nel 2014 è stato trasferito a Lahaina, sempre a Maui, e per due edizioni ha preso il nome Royal Lahaina Challenger; anche le ultime due edizioni del 2016 e 2017 sono state disputate a Lahaina ma con il nome Tennis Championships of Maui. Nel 2006 a Maui si era giocata l'unica edizione di un precedente Maui Challenger.

## Albo d'oro

### Singolare maschile
| Anno | Campione        | Finalista       | Punteggio     |
| ---- | --------------- | --------------- | ------------- |
| 2017 | Chung Hyeon     | Tarō Daniel     | 7–6(3), 6–1   |
| 2016 | Wu Di           | Kyle Edmund     | 4–6, 6–3, 6–4 |
| 2015 | Jared Donaldson | Nicolas Meister | 6–1, 6–4      |
| 2014 | Bradley Klahn   | Yang Tsung-hua  | 6–2, 6–3      |
| 2013 | Gō Soeda (2)    | Miša Zverev     | 7–5, 7–5      |
| 2012 | Gō Soeda (1)    | Robby Ginepri   | 6–3, 7–6(5)   |
| 2011 | Ryan Harrison   | Alex Kuznetsov  | 6–4, 3–6, 6–4 |
| 2010 | Michael Russell | Grega Žemlja    | 6–0, 6–3      |

### Doppio maschile
| Anno | Campioni                             | Finalisti                         | Punteggio            |
| ---- | ------------------------------------ | --------------------------------- | -------------------- |
| 2017 | Austin Krajicek Jackson Withrow      | Bradley Klahn Tennys Sandgren     | 6–4, 6–3             |
| 2016 | Jason Jung Dennis Novikov            | Alex Bolt Frank Moser             | 6–3, 4–6, [10–8]     |
| 2015 | Jared Donaldson Stefan Kozlov        | Chase Buchanan Rhyne Williams     | 6–3, 6–4             |
| 2014 | Denis Kudla Yasutaka Uchiyama        | Daniel Kosakowski Nicolas Meister | 6–3, 6–2             |
| 2013 | Lee Hsin-han Peng Hsien-yin          | Tennys Sandgren Rhyne Williams    | 6(1)–7, 6–2, [10–5]  |
| 2012 | Amer Delić Travis Rettenmaier (2)    | Nicholas Monroe Jack Sock         | 6–4, 7–6(5)          |
| 2011 | Ryan Harrison Travis Rettenmaier (1) | Robert Kendrick Alex Kuznetsov    | walkover             |
| 2010 | Kevin Anderson Ryler DeHeart         | Im Kyu Tae Martin Slanar          | 3–6, 7–6(2), [15–13] |

### Singolare femminile
| Year | Campionessa      | Finalista        | Punteggio     |
| ---- | ---------------- | ---------------- | ------------- |
| 2016 | Christina McHale | Raveena Kingsley | 6–3, 4–6, 6–4 |

### Doppio femminile
| Year | Campionesse                 | Finaliste                      | Punteggio        |
| ---- | --------------------------- | ------------------------------ | ---------------- |
| 2016 | Asia Muhammad Maria Sanchez | Jessica Pegula Taylor Townsend | 6–2, 3–6, [10–6] |